# Bajo Guadalquivir
Die Comarca Bajo Guadalquivir ist eine der neun Comarcas in der Provinz Sevilla. Sie wurde, wie alle Comarcas in der Autonomen Gemeinschaft Andalusien, mit Wirkung zum 28. März 2003 eingerichtet.
Die im Süden der Provinz gelegene Comarca umfasst 8 Gemeinden mit einer Fläche von 1.563,46 km².

## Lage
| Comarca Metropolitana de Sevilla |                                             |                             |
|                                  | Kompassrose, die auf Nachbargemeinden zeigt | Campiña de Morón y Marchena |
|                                  | Provinz Cádiz                               |                             |

## Gemeinden
| Gemeinde                   | Einwohner (2024) | Fläche km² | Dichte Einw./km² | Cod INE | Postleitzahl |
| -------------------------- | ---------------- | ---------- | ---------------- | ------- | ------------ |
| Las Cabezas de San Juan    | 16.410           | 229,70     | 71               | 41020   | 41730        |
| El Coronil                 | 4.697            | 91,64      | 51               | 41036   | 41760        |
| El Cuervo de Sevilla       | 8.716            | 30,44      | 286              | 41903   | 41749        |
| Lebrija                    | 27.745           | 375,21     | 74               | 41053   | 41740        |
| Los Molares                | 3.636            | 42,74      | 85               | 41063   | 41750        |
| Los Palacios y Villafranca | 38.757           | 109,47     | 354              | 41069   | 41720        |
| Palmar de Troya            | 2.306            | 33,16      | 70               | 41904   | 41719        |
| Utrera                     | 52.173           | 651,10     | 80               | 41095   | 41710        |
| Comarca Bajo Guadalquivir  | 154.440          | 1.563,46   | 99               | –       | –            |

## Nachweise
1. ↑  Instituto Nacional de Estadística Municipal Register of Spain
2. ↑  Orden de 14 de marzo de 2003, por la que se aprueba el mapa de comarcas de Andalucía a efectos de la planificación de la oferta turística y deportiva, Boletín Oficial de la Junta de Andalucía (Amtsblatt der Regierung von Andalusien), Nr. 59 vom 27. März 2003, S. 6248